# Colorado River
 For alternative betydninger, se Colorado River (flertydig). (Se også artikler, som begynder med Colorado River)
Colorado River er en flod i Nordamerika og løber i det sydvestlige USA og det nordlige Mexico. Floden, som er 2.334 kilometer lang, udspringer i det nordlige Colorado og er den længste flod vest for Rocky Mountains. De første 1.600 kilometer af sit løb passerer den gennem en mængde kløfter, som er dannet af vandets erosionskraft.
Floden løber hovedsageligt i sydvestlig retning gennem Colorado og ind i det sydøstlige Utah, hvor den møder sin største biflod, Green River. Efter den har krydset den nordlige del af Arizona, løber Colorado River 436 kilometer mod vest gennem den majestætiske Grand Canyon. Den løber herefter hovedsagelig i sydlig retning og danner grænsen mellem Arizona og staterne Nevada og Californien. Tæt ved Yuma krydser floden grænsen til Mexico og løber omkring 145 kilometer til dens udmunding i Cortezhavet og ud i Stillehavet. Hovedmængden af flodens vand forsyner byerne Phoenix og Tucson med drikkevand, mens resten bruges til vanding af marker. På grund af det store vandforbrug når Colorado River nu ikke længere Stillehavet, men forsvinder i sandet ca. 80 kilometer inden den oprindelige udmunding i Cortezhavet.
For at kontrollere Colorado River, især under oversvømmelser, er der bygget en række dæmninger, mange af dem konstrueret af US Bureau of Reclamation, langs floden og dens bifloder. Bemærkelsesværdig er dæmningen Hoover Dam, som lukker floden ved Black Canyon og danner Lake Mead, en af de største kunstige søer i verden.
Colorado River blev først udforsket af den spanske søfarer Hernando de Alarcón, som udforskede mere end 161 kilometer af floden i årene 1540-1541. Colorado River og dens biflod, Green River, blev udforsket rigtigt for første gang i 1869 af den amerikanske geolog John Wesley Powell. På denne rejse foretog Powell og hans følge den første dokumenterede passage gennem Grand Canyon.